# El juego de los Vor
El juego de los Vor es una novela de ciencia ficción escrita por Lois McMaster Bujold, ambientada en el universo de la serie de Miles Vorkosigan, un aristócrata minusválido del planeta Barrayar.
Editada en 1990, la novela recibió el Premio Hugo en 1991, y estuvo nominada para el Premio Locus de ese mismo año.

## Argumento
A los 20 años de edad, el primer destino militar de Miles Vorkosigan resulta ser el de oficial de meteorología en la remota base Lazkowski, donde un acto de insubordinación del personaje finaliza con su arresto. Sin embargo, el protagonista logrará la libertad para trabajar precisamente al servicio de la mismísima Seguridad Imperial de Barrayar. Miles deberá reunirse de nuevo con los mercenarios Dendarii para rescatar al joven emperador Gregor Vorbarra del peligro que representa Cavilo, una bella e intrigante mujer (también de escasa estatura, como Miles); la única persona que puede hacer sombra al genio estratégico y militar de Miles.

## Cronología
Las fechas de publicación de los distintos relatos de la saga de Miles Vorkosigan no se corresponden con el orden cronológico interno de la trama. Dentro de la serie, este relato se encuentra:
| Precedido por:               | Serie:                    | Seguido por: |
| ---------------------------- | ------------------------- | ------------ |
| Las montañas de la aflicción | Serie de Miles Vorkosigan | Cetaganda    |

## Ediciones en español
- (1993). Ed: Ediciones B, S.A. Colecc: Nova ciencia ficción,57. Trad: Adriana Oklander, 368 p. 14x21 cm rústica. ISBN 978-84-406-3638-6
- (2006). Ed: Ediciones B, S.A. Colecc: Byblos,379/4. Trad: Trad: Adriana Oklander, 448 p. 18x11 cm rústica. ISBN 978-84-666-2784-9
- (2010) Ed: Ediciones B, S.A. Colecc: Zeta bolsillo. Trad: Adriana Oklander, 449 p. 12,5x20 cm bolsillo. ISBN 978-84-9872-229-1